# 2022年の交通
2022年の交通（2022ねんのこうつう）とは、2022年（令和4年）に起こった、交通関係の出来事をまとめたページである。
2021年の交通 - 2022年の交通 - 2023年の交通

## 出来事の一覧
- 4月1日
  - （バス） - 川崎鶴見臨港バスが大師橋駅や浮島地区から多摩川スカイブリッジを経て京急空港線の天空橋駅へ至るバス路線を開設。臨港バスの一般路線が東京都内へ乗り入れるのは1973年以来、新横浜発着の羽田空港リムジンバスを含めても約1年ぶりとなる[1]。
- 4月26日
  - （遊覧船）- 知床遊覧船沈没事故が発生。